# حق‌امتیاز

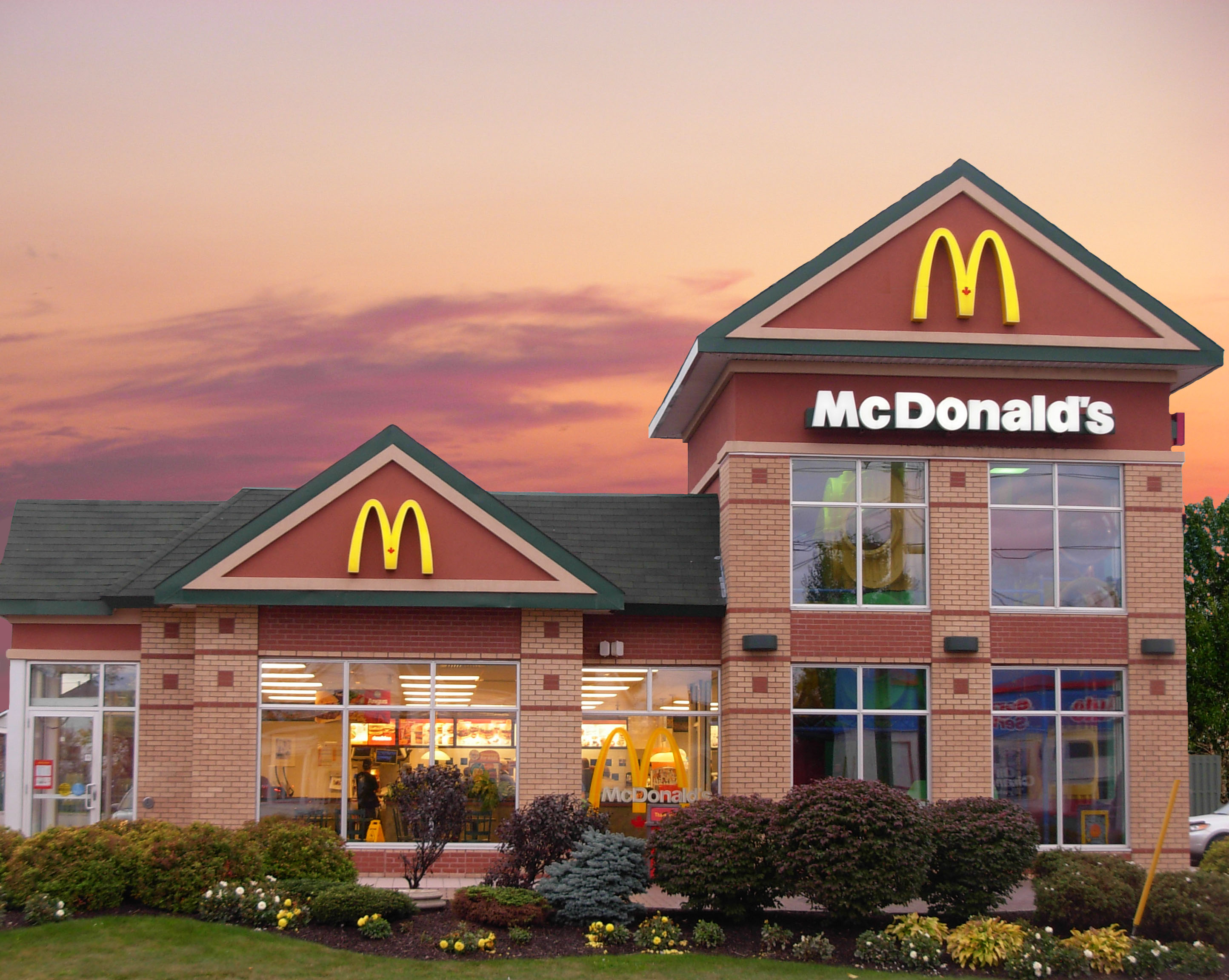
یک حق‌امتیاز از مک‌دونالد

فرانشیز (به فرانسوی: Franchise) یا فرنچایز (به انگلیسی: Franchise) یا حق‌امتیاز، گونه‌ای از کسب‌وکار است که بر پایه آن به یک شرکت اختیار داده می‌شود که تولیدات یا فرآورده‌های شرکت دیگر را بفروشد و در برابر آن مبلغی دریافت کند که به این مبلغ، مبلغ حق‌امتیاز می‌گویند.
حق‌امتیاز یک شبکه ارتباطی میان کسب‌وکارهای مستقل کوچک می‌باشد که به هر یک از این کسب‌وکارهای کوچک اجازه می‌دهد که تحت یک نام بازرگانی مشترک و یک هویت فعالیت کنند و همگی از یک روش موفق (که پیشتر آزمایش شده) و بازاریابی مشترک بهره‌گیری کنند. در عمل حق‌امتیاز یک راهبرد کسب‌وکار برای جذب و نگهداری مشتری است. یک سامانه بازاریابی است که هدف آن ایجاد یک تصویر دربارهٔ فرآورده‌ها یا خدمات یک شرکت در ذهن مشتری می‌باشد. روشی برای تعریف فرآورده‌ها یا خدمات است به گونه‌ای که نیازهای مشتری را برآورده کند. در این روش سودآوری برای هردو مجموعه، زیر سایه فعالیت یکدیگر شکل می‌گیرد و حالت برنده-برنده برای هر دو شرکت شکل می‌گیرد اما اگر شما به عنوان یک کسب‌وکار کوچک می‌خواهید از این روش استفاده کنید باید به مشتری‌های بومی و منطقه‌ای خود و علایق و سلیقه‌های آنها و رفتار خرید آنها بسیار دقت کنید زیرا ممکن است محصول یا خدمتی در محلی بسیار مورد اقبال و تقاضا قرار گیرد اما در جغرافیا و مکان دیگر این اتفاق حادث نشود.

## تعریف حق‌امتیاز
کسب‌وکارهای کوچکی که تحت شبکه ارتباطی حق‌امتیاز با یکدیگر و به‌طور مشترک به فعالیت خواهند پرداخت را «کسب‌وکارهای تحت پوشش»، و شرکتی را که وظیفه آن برقراری این شبکه و ارائه روش‌های موفقِ از قبل آزمایش‌شده به کسب‌وکارهای تحت پوشش می‌باشد، «هماهنگ‌کننده» می‌نامند.

## واگذاری حق‌امتیاز چگونه صورت می‌گیرد؟
اجازه دهید ابتدا با یک مثال شروع کنیم، فرض کنید شما مبلغ ۱۰۰ میلیون تومان پول راکد در اختیار داشته و امکان اجارهٔ مغازه در یکی از نقاط مناسب شهر خود را دارا باشید. شما پس از بررسی گزینه‌های مختلف سرمایه‌گذاری، قید راه‌اندازی کسب‌وکار خود را زده و می‌خواهید حق‌امتیاز شرکت الف را تهیه کنید.
شرکت الف به شما می‌گوید که با پرداخت مبلغ ۱۰۰ میلیون تومان، کلیهٔ فعالیت‌های مورد نیاز راه‌اندازی شعبه در یک ماه، از جمله:
- طراحی و پیاده‌سازی چیدمان متناسب با شعبه‌های دیگر
- خریداری و نصب تجهیزات مورد نیاز کسب‌وکار (مانند تجهیزات آشپزخانه برای یک غذاخوری)
- نصب و راه‌اندازی سامانه‌های فناوری اطلاعات مورد نیاز (مانند کارساز، دوربین و …)
- نصب و راه‌اندازی سامانه‌های حسابداری و اداری مورد نیاز
- نصب تابلوی سَردَر با نشان تجاری شرکت الف
- دستورالعمل‌های کامل و دقیق به منظور چگونگی تهیه یا فروش محصول

را همزمان با اینکه شما در این یک ماه آموزش‌های مورد نیاز کسب‌وکار را در محل شرکت الف می‌بینید انجام داده و در انتها شما به عنوان صاحب کسب‌وکار وارد شعبه خود شوید.
البته شرکت الف پس از راه‌اندازی شعبهٔ شما، اقدام به بازرسی‌های دوره‌ای کرده تا از کیفیت خدمات ارائه شده به مشتریان مطمئن باشد و در ازای آن بنا به توافقات اولیه، درصد کمی از فروش را به صورت ماهانه از شما دریافت می‌کند (تحت عنوان بهره مالکانه).
بسته به میزان قدرت نشان تجاری، شما از روز اول مشتریانی دارید که شما را به خوبی می‌شناسند و کیفیت ارائه شده توسط شما را تأیید می‌کنند.
شناخته شده‌ترین شرکتی که اقدام به فروش حق‌امتیاز کسب‌وکار خود می‌کند، شرکت مک‌دونالد می‌باشد. بر اساس گزارش سال ۲۰۱۶ اداره بورس و اوراق بهادار آمریکا، مک‌دونالد حدود ۳۷۰۰۰ شعبه در سرتاسر جهان دارد که به بیش از ۷۰ میلیون نفر در سراسر جهان روزانه غذا می‌فروشد. جالب است بدانید برای اینکه بتوانید حق‌امتیاز مک‌دونالد را خریداری کنید باید از دانشگاه این شرکت مدرک همبرگر داشته باشید! فرض کنید این شرکت فردا اقدام به تأسیس یک شعبه در ایران کرد؛ بدون شک بدون هیچ‌گونه تبلیغی، از همان روز بازگشایی، مشتریانی برای آن وجود داشته و صاحب حق‌امتیاز دغدغه‌ای بابت مشتری نخواهد داشت.
هیچ‌کدام از ارقام بالا بدون استفاده کردن از مدل حق‌امتیاز برای مک‌دونالد امکان‌پذیر نمی‌بود. حتی مدیریت همزمان ۱۰ شعبه‌ای که متعلق به یک فرد می‌باشد، جدا از فعالیت‌های بی‌پایان روزانه، نیازمند سرمایه‌گذاری عظیمی می‌باشد.
حق‌امتیاز برای شرکت واگذارکنندهٔ آن این خاصیت را دارد که مسئولیت‌های ادارهٔ یک شعبه را بین خود و گیرنده واگذاری تقسیم کرده و مسئولیت فعالیت‌های روزانه را صاحب شعبه، واگذار کرده، و خود فعالیت‌های پشتیبانی و کنترل کیفی اصلی را بر عهده می‌گیرد.

## مفهوم عملی حق‌امتیاز
در عمل حق‌امتیاز دقیقاً یک راهبرد کسب‌وکار است برای جذب و نگهداری مشتری، نه بیشتر نه کمتر! یک سامانه بازاریابی است که هدف آن ایجاد یک تصویر دربارهٔ محصولات یا خدمات یک شرکت در ذهن مشتری می‌باشد، در حقیقت یک روش است برای تعریف محصولات یا خدمات به طوری که نیازهای مشتری را ارضا کند.
از این پس کسب‌وکارهای کوچکی که تحت شبکه ارتباطی حق‌امتیاز با یکدیگر و مشترکاً به فعالیت خواهند پرداخت را «کسب‌وکارهای تحت پوشش» می‌نامیم و شرکتی را که وظیفه آن برقراری این شبکه و ارائه روش‌های موفق از قبل آزمایش‌شده به کسب‌وکارهای تحت پوشش می‌باشد، «هماهنگ‌کننده» می‌نامیم.

## مزایای حق‌امتیاز

### امنیت
برای کسب‌وکارهای تحت پوشش، حق‌امتیاز نوعی کاهش احتمال خطر و امنیت را به همراه دارد. شما آزادی‌ای را که به عنوان صاحب یک کسب‌وکار مستقل دارید، کنار می‌گذارید تا تبدیل به یک جزء از یک گروه شوید که به همراه یکدیگر یک کسب‌وکار را پیش می‌برید، و دیگر نیازی نیست که خودتان نگران روش‌های مؤثر برای کسب‌وکار خود باشید چرا که یک سیستم از قبل مطالعه‌شده و آزمایش‌شده از سوی هماهنگ‌کننده در اختیار شما قرار خواهد گرفت.

### سامانه اثبات‌شده
مواردی که یک هماهنگ‌کننده برای انجام کسب‌وکار تعیین می‌کند: یک روش برای انجام کسب‌وکار، یک نام تجاری که در نظر مشتری ارزش داشته باشد و یک پشتیبانی اولیه و پشتیبانی مستمر می‌باشد که در نتیجه دیگر نیازی نیست شما چرخ را مجدداً اختراع کنید تا بتوانید از آن استفاده کنید. بلکه از نتایج تحقیقات از قبل انجام‌شدهٔ هماهنگ‌کننده استفاده خواهید کرد.

### نتایج قابل پیش‌بینی
یک سامانه حق‌امتیاز الف) قدرت خرید گروهی برای از بین بردن هزینه‌های عملیاتی ب) پیشرفت سریع تر به علت برنامهٔ بازاریابی از پیش آزمایش‌شده پ) نتایج قابل پیش‌بینی (وابسته به اینکه تا چه حد پایبند سامانه بوده‌اید) را مژده می‌دهد.

### بازاریابی
وقتی کسب‌وکار شما از حالت مستقل خارج شد و به صورت جزئی از مجموعه بزرگتری درآمد، هزینه‌های بازاریابی میان کسب‌وکارهای تحت پوشش تقسیم خواهد شد و همین تعدد شعبه‌ها خود نیز نوعی بازاریابی بوده و در نتیجه کسب‌وکار شما در ذهن مشتری جای خود را باز خواهد کرد.

## نظام بیمه
در نظام بیمه مانند بیمه درمانی نیز واژه حق‌امتیاز کاربرد دارد و به معنای سهم بیمار از هزینه درمانی است. در دیگر سامانه‌های بیمه‌ای نیز، به سهم و درصدی از خسارت قابل پرداخت که به عهده بیمه‌گذار است حق‌امتیاز گفته می‌شود.